# Haloschizopera noodti
Haloschizopera noodti är en kräftdjursart som beskrevs av Nicolaus Gustavus Bodin 1968. Haloschizopera noodti ingår i släktet Haloschizopera och familjen Diosaccidae. Inga underarter finns listade i Catalogue of Life.